# مهماز الصلبة

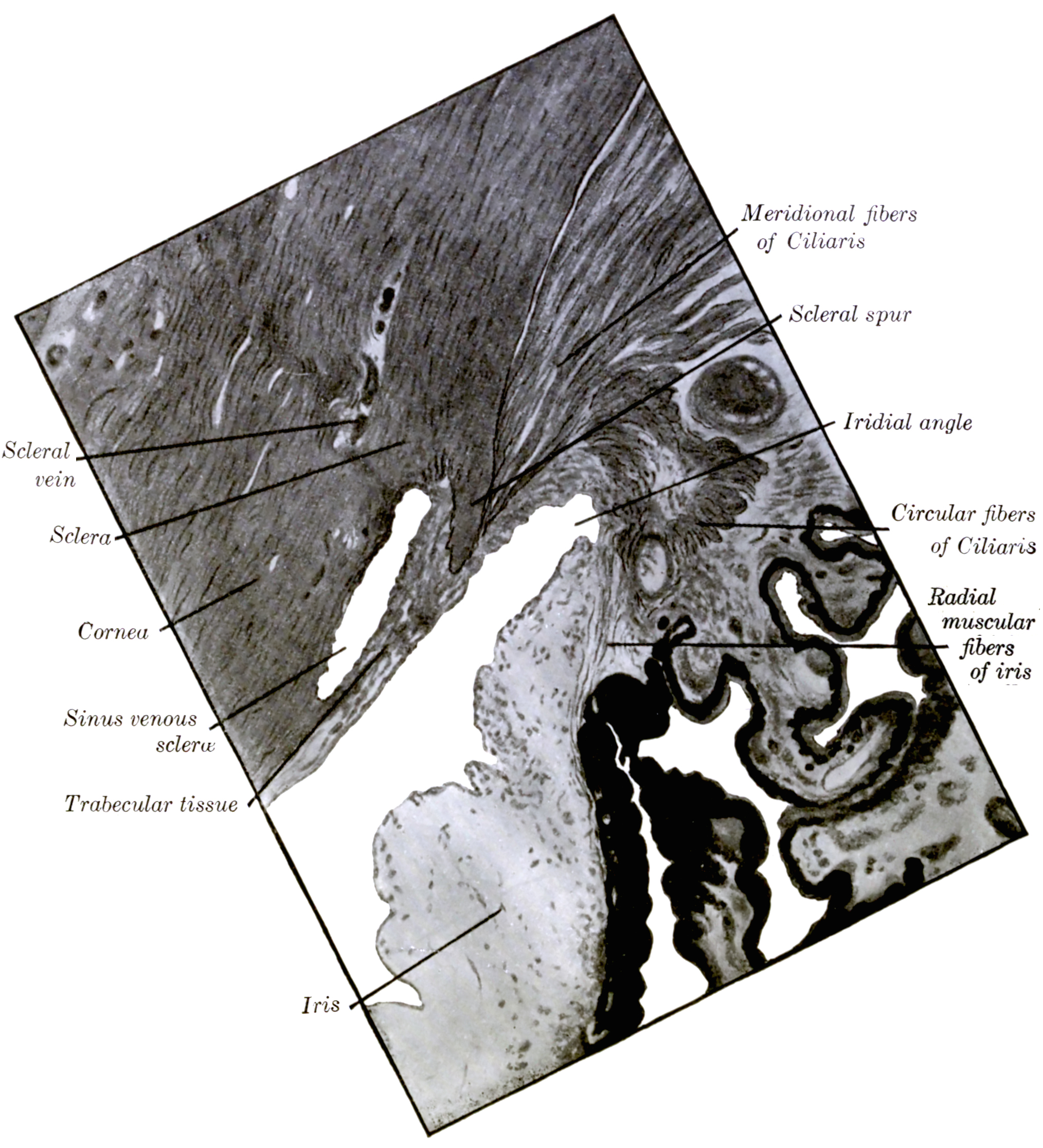
صُورة مُكبرة لزاوية القزحية، حيثُ يظهر مهماز الصلبة في اليمين العلوي

مِهْماز الصُلبة أو المِهْماز الصُلْبَوِي أو النتوء الصلبوي (بالإنجليزية: Scleral spur)‏ هو هيكلٌ حلقي، يتألفُ من الكولاجين في عين الإنسان، وهو عبارةٌ عن نتوءٍ من الصُلبة نحو غرفة العين الأمامية، ويُعتبر المكان الذي تنشأُ منه الألياف الطولية للعضلة الهدبية، ويرتبط من الأمام الشبكة التربيقية للصُلبة.

## دوره في علاج الغلوكوما
قد يُعالجُ الزرق مفتوح الزاوية ومُغلق الزاوية بواسطة ناهضات مُستقبلات المسكارين (مثل بيلوكاربين)، والتي تُسبب تقبض الحدقة سريعًا وانقباض العضلات الهدبية، مما يدفعُ مهماز الصلبة والذي يؤدي إلى تمددِ وفصلِ الشبكة التربيقية، مما يفتحُ مسارات السائل ويُسهل تصريف الخلط المائي نحو قناة شليم، ونهايةً يُخفض ضغط باطن العين.

## التسمية
المِهْماز هو كُلُّ ما يُهمز به، أي ينخس ويغمز ويدفع. يُقال مِهْمازُ الطّائر هو حافةٌ بارزة شبيهة بالمهماز كالشَّوكة في قدم الطَّائر، ويُقال مِهْمَازُ الفَرَس أو الدَّابَّة وهي حَدِيدَةٌ فِي مُؤَخَّرِ حِذَاءِ الرَّاكِبِ يَنْخُسُ بِهَا جَنْبَيْهَا.
سُمي بمِهمازِ الصلبة؛ لأنهُ عبارة عن نتوءٍ في الصُلبة، يُشبه الحافة البارزة.

## معرض صور

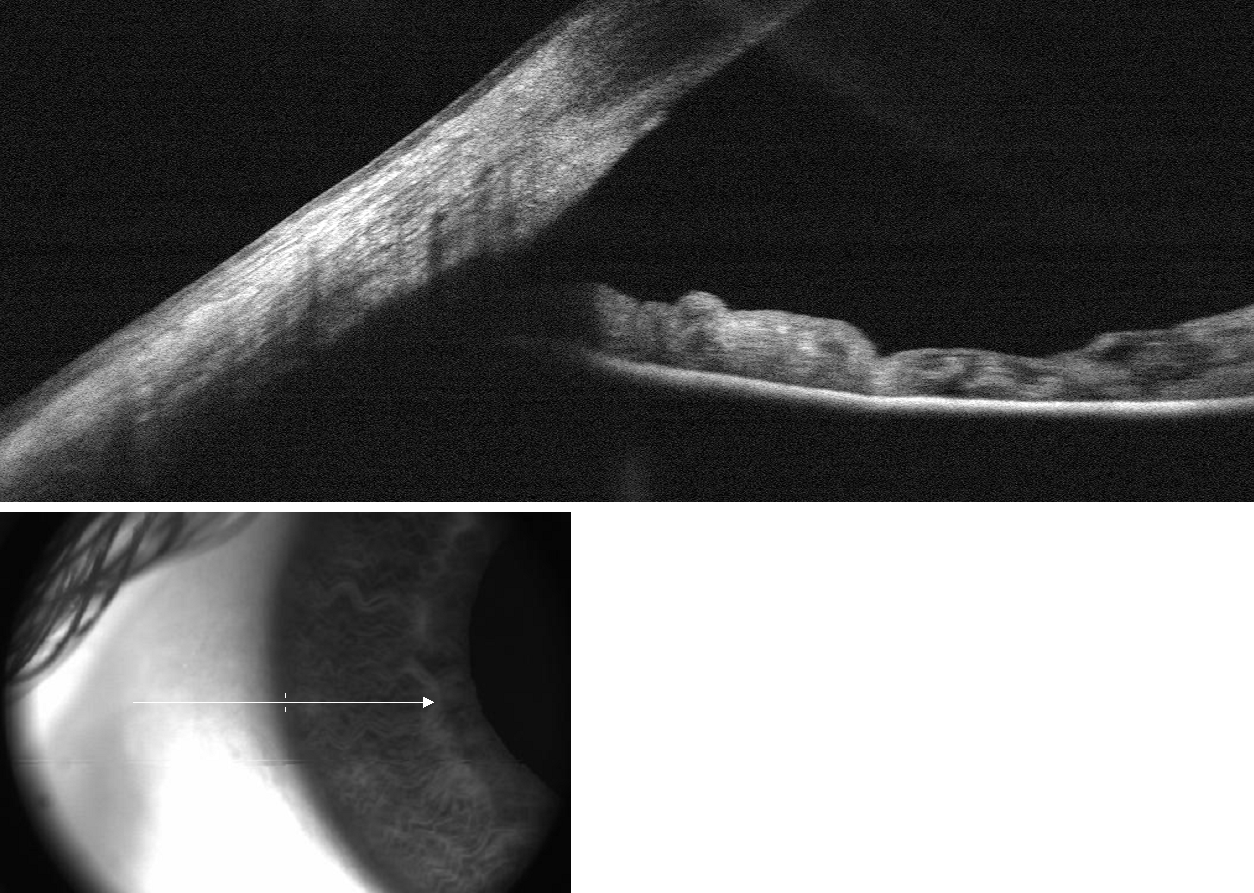
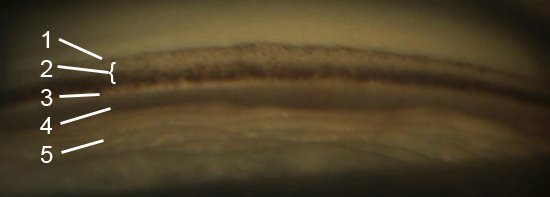